# I (ضمیر)
در انگلیسی مدرن، "I" ضمیر شخصی اول شخص مفرد است.

## تکواژشناسی
در زبان انگلیسی نو استاندارد، ضمیر "I" پنج فرم واژه‌ی متفاوت دارد.
- I: حالت فاعلی [الف]
  - "I" تنها ضمیری است که همیشه با حرف بزرگ نوشته می‌شود.[ب] این رسم از اواخر قرن پانزدهم رایج شد، هرچند که گاهی "i" با حرف کوچک نیز تا قرن هفدهم استفاده می‌شد.[۲]
- me: حالت مفعولی [پ]
- my: حالت وابسته (مِلکی)[ت]
- mine: حالت مستقل (مِلکی)

- myself: حالت بازتابی[ث]

## تاریخ
در انگلیسی کهن (Old English)، ضمیر اول شخص دارای صرف‌های چهارگانه (حالت‌های دستوری) و سه‌گانه (عدد) بود. واژهٔ امروزی "I" ریشه در شکل "ic" انگلیسی کهن دارد که خود از صورت‌های "ik" و "ek" در زبان نیا-ژرمنی (Proto-Germanic) مشتق شده است. علامت ستاره (*) در زبان‌شناسی نشان‌دهنده‌ی صورت‌های بازسازی شده و غیرمستند است، اما "ek" در کتیبه‌های الفبای اِلدِر فوتارک (Elder Futhark) تأیید شده است (گاهی به‌ویژه به‌صورت "eka"؛ رجوع شود به عبارت "ek erilaz"). زبان‌شناسان بر این باورند که "ik" از شکل غیرتأکیدی "ek" تکامل یافته است.
گونه‌های مختلف "ic" در گویش‌های گوناگون انگلیسی تا سدهٔ ۱۶ میلادی به کار می‌رفت. ریشهٔ نیا-ژرمنی این واژه نیز به نوبهٔ خود از صورت نیا-هندواروپایی (PIE) *eg- گرفته شده است. 
|              | مفرد      | مفرد      | مفرد  | مثنی  | مثنی  | مثنی  | جمع     | جمع   | جمع   |
|              | کهن متقدم | کهن متاخر | میانه | متقدم | متاخر | میانه | متقدم   | متاخر | میانه |
| ------------ | --------- | --------- | ----- | ----- | ----- | ----- | ------- | ----- | ----- |
| فاعلی        | iċ        | ic        | I     | wit   | wit   |       | wē      | wē    | we    |
| مفعول مستقیم | meċ       | mē        | mē    | uncit | unc   | ūs    | us      | usiċ  |       |
| مفعول به     | me        | mē        | mē    | unc   | unc   | ūs    | us      | ūs    |       |
| ملکی         | mīn       | mīn       | mī(n) | uncer | uncer | ūre   | our(es) | ūser  |       |

در انگلیسی کهن، "me" و "mec" از صورت‌های نیا-ژرمنی "meke" (حالت مفعولی) و "mes" (حالت مفعولی-مفعول به) ریشه گرفته‌اند.  واژهٔ "mine" از صورت نیا-ژرمنی "minaz" مشتق شده و "my" در واقع شکل کوتاه‌شده‌ای از "mine" است. همهٔ این صورت‌ها به ریشهٔ نیا-هندواروپایی me- بازمی‌گردند.

## قاعده

### کارکرد
ضمیر "I" می‌تواند به عنوان فاعل، مفعول، مشخص‌کننده یا متمم اسنادی ظاهر شود. شکل بازتابی آن نیز به عنوان قید وابسته به کار می‌رود. ضمیر "me" گاهی به عنوان توصیف‌کننده در گروه اسمی ظاهر می‌شود.
- فاعل: I'm here, me being here, my being there, I paid for myself to be here
- مفعول: She saw me, She introduced him to me, He gave me the book, I saw myself in the mirror, It was a picture of me
- متمم اسنادی: The only person there was me / I, I made her mine
- مشخص‌کننده: I met my friend
- قید وابسته: I fixed the problem myself
- توصیف‌کننده: the me generation

#### ساختارهای هماهنگ
موارد فوق زمانی اعمال می‌شوند که ضمیر به تنهایی به عنوان فاعل یا مفعول به کار رود. در برخی گونه‌های انگلیسی (به ویژه در سبک‌های رسمی)، این قواعد در ساختارهای هماهنگ مانند "you and I" نیز اعمال می‌شوند.
- "My husband and I wish you a merry Christmas."
- "Between you and me..."

در بسیاری از گویش‌های غیررسمی انگلیسی، حالت مفعولی گاهی زمانی به کار می‌رود که ضمیر بخشی از ساختار فاعلی هماهنگ باشد. مانند:
- "Phil and me wish you a merry Christmas."

این کاربرد اگرچه ناپسند شمرده می‌شود، در بسیاری از گویش‌ها رایج است.

### وابسته‌ها
ضمایر به ندرت وابسته می‌پذیرند، اما ممکن است "me" بسیاری از انواع وابسته‌های مشابه دیگر گروه‌های اسمی را داشته باشد.
- توصیف‌کننده جمله وصفی: the me I'd like to be *me I'd like to be
- مشخص‌کننده :the me I'd like to be *the me
- توصیف‌کننده گروه صفت: the real me
- توصیف‌کننده خارجی گروه قید: Not even me

## تلفظ
با استناد به فرهنگ انگلیسی آکسفورد، شیوه تلفظ واژگان در روبرو آمده است:
| فرم    | عادی                            | بدون کشش            | ضبط |
| ------ | ------------------------------- | ------------------- | --- |
| I      | (UK) /ʌɪ/ (US) /aɪ/             |                     |     |
| me     | (UK) /miː/ (US) /mi/            | /mi/, /mɪ/ /mɪ/     |     |
| my     | (UK) /mʌɪ/ (US) /maɪ/           |                     |     |
| mine   | (UK) /mʌɪn/ (US) /maɪn/         |                     |     |
| myself | (UK) /mʌɪˈsɛlf/ (US) /maɪˈsɛlf/ | /mᵻˈsɛlf/ /məˈsɛlf/ |     |

## یادداشت
1. ↑  nominative
2. ↑  یادداشت اصطلاحی:
منابع مختلف از اصطلاحات متفاوتی برای حالت‌های صرفی ضمایر شخصی استفاده می‌کنند. برای مثال:
برای فرم "me" (حالت مفعولی):
برخی منابع از اصطلاح oblique-case (حالت مایل) استفاده می‌کنند که شامل مفعول مستقیم، مفعول غیرمستقیم و مفعول حرف اضافه می‌شود.
A Comprehensive Grammar of the English Language از اصطلاح objective case (حالت مفعولی) استفاده می‌کند.

The Cambridge Grammar of the English Language از اصطلاح accusative case (حالت مفعولی مستقیم) استفاده می‌کند.

برای فرم "I" (حالت فاعلی):

برخی منابع از اصطلاح nominative case (حالت فاعلی) استفاده می‌کنند.

برخی دیگر از اصطلاح subjective case (حالت فاعلی) استفاده می‌کنند.

برای فرم‌های ملکی (my/mine):

برخی منابع از اصطلاح genitive case (حالت ملکی) استفاده می‌کنند.

برخی دیگر از اصطلاح possessive (ملکی) استفاده می‌کنند.

در برخی دستورها:

my را dependent genitive (ملکی وابسته) می‌نامند.

mine را independent genitive (ملکی مستقل) می‌نامند.

در برخی منابع دیگر:

my را possessive adjective (صفت ملکی) می‌نامند.

mine را possessive pronoun (ضمیر ملکی) می‌نامند.
3. ↑  accusative
4. ↑  genitive
5. ↑  reflexive
6. ↑  ح. 700 CE

## مطالعه بیشتر
- Howe, Stephen (1996). The personal pronouns in the Germanic languages: a study of personal pronoun morphology and change in the Germanic languages from the first records to the present day. Studia linguistica Germanica. Vol. 43. Walter de Gruyter. ISBN 3-11-014636-3.
- Gaynesford, M. de (2006). I: The Meaning of the First Person Term. Oxford: Oxford University Press. ISBN 0-19-928782-1..
- Wales, Katie (1996). Personal pronouns in present-day English. Studies in English language. Cambridge University Press. ISBN 0-521-47102-8.